# Olivier Toni
George Olivier Toni (São Paulo, 27 de maio de 1926 - São Paulo, 25 de março de 2017), foi compositor, regente, fagotista e influente professor de música.

## Biografia
Aluno de música de Martin Braunwieser, Hans Joachim Koellreutter e  Camargo Guarnieri, e, no Curso de Filosofia da USP, de Florestan Fernandes, Cruz Costa, Gilles Gastón Granger e Otto Klineberg. Atuou como fagotista da Orquestra Sinfônica Municipal de São Paulo (OSM). Importante articulador de atividades musicais em São Paulo, foi fundador da Orquestra Sinfônica da Universidade de São Paulo (OSUSP), da Orquestra Sinfônica Jovem Municipal de São Paulo (depois renomeada como Orquestra Experimental de Repertório)[carece de fontes?], da Orquestra de Câmara da ECA/USP (OCAM), da Escola Municipal de Música de São Paulo e do Departamento de Música da ECA-USP, da qual foi professor desde 1970, e, na qual aposentou-se como professor titular e emérito. Foi o idealizador e diretor artístico do Festival de Música de Prados (desde 1977). Vários de seus ex-alunos e ex-orientandos ocupam hoje lugar de destaque no meio musical brasileiro, entre outros, Rogério Duprat, Régis Duprat, Gilberto Mendes, Willy Corrêa de Oliveira, Mario Ficarelli, Rodolfo Coelho de Souza, Fabio Mechetti, Eduardo Guimarães Álvares, André Mehmari, Florivaldo Menezes, Fábio Zanon, Paulo Castagna, Paulo César Chagas, Silvio Ferraz Mello Filho, Rubens Russomanno Ricciardi, Maurício Dottori e Cláudio Cruz. Em 2014, o Selo SESC produziu um CD com obras suas, de câmara e orquestrais.

## Trajetória
De 1947 a 1950 frequentou a Faculdade de Filosofia, Ciências e Letras da Universidade de São Paulo (FFCLH/USP) e, paralelamente, estudou fagote com José Carboni, piano com Osvaldo de Vicenzo e Samuel A. dos Santos, harmonia com Martin Braunwieser, regência com Mario Rossini e composição com Camargo Guarnieri (1907-1993), desenvolvendo também estas duas disciplinas, e teoria musical com Hans-Joachim Koellreutter (1915-2005). Em 1947, fundou a Orquestra da FFLCH-USP, iniciando-se na arte da regência. Ingressou, em 1951, como instrumentista na Orquestra Sinfônica Municipal (OSM), efetivando-se em 1953. Na OSM atuou como professor a partir de 1952, e, três anos mais tarde, na Orquestra Sinfônica do Estado de São Paulo (OSESP) como membro fundador. Criou a Orquestra de Câmara de São Paulo (OCSP) em 1956 e a Orquestra Sinfônica Jovem Municipal de São Paulo em 1968, com apoio do prefeito Faria Lima, trabalhando como regente titular e diretor artístico em ambas. Fundou a Escola Municipal de Música de São Paulo, atuando como coordenador e professor de 1969 a 1971.
Em 1966 liderou um movimento para a criação de um Instituto de Artes na USP, sendo designado como membro da comissão de estruturação desse instituto e do currículo do Departamento de Música (CMU). Inaugurou o departamento em 1970, tornou-se coordenador em 1972 e, nesse cargo, permaneceu por mais de 15 anos. Nesse departamento fundou a Orquestra Sinfônica da USP (OSUSP), e a Orquestra de Câmara da ECA/USP (OCAM) do Departamento de Música da ECA-USP em 1995. Em 2010, incentivou o surgimento da USP-Filarmônica, a orquestra de alunos da FFCLRP-USP, em Ribeirão Preto, tendo sido, logo após sua fundação, em fevereiro de 2011, presidente da primeira banca de seleção de seus bolsistas.
Iniciou suas atividades como pesquisador em 1974, liderando um trabalho expedicionário nas cidades históricas mineiras para microfilmagem e posterior restauração de documentos da música brasileira colonial. Tal experiência impulsionou a criação do Festival de Prados em 1977, do qual foi diretor artístico até 2015, passando a ministrar aulas sobre a música colonial brasileira na pós‑graduação da Escola de Comunicações e Artes da Universidade de São Paulo (ECA/USP). Tornou-se Professor Titular em 1984.
Regeu a Berliner Kammerorchester e o Chor der Humboldt Universität no Schauspielhaus, em Berlim (maio de 1991), a Orquestra de Câmara da Costa Rica e a Sinfônica Nacional de Cuba, além das brasileiras Orquestra de Câmara de São Paulo (com a qual realizou turnês pela Europa, África e Estados Unidos, entre 1966 e 1970), bem como a Orquestra Sinfônica Municipal de São Paulo, OSESP e Orquestra Sinfônica de Ribeirão Preto, por diversas vezes.
Possui um catálogo que inclui peças para várias formações: instrumentos solistas, música de câmara, orquestral e vocal (camerística e coral). Nesse campo, compôs as Três Variações para Orquestra, executadas na Alemanha em 1963 e a Canção de Amigo, estreada em Berlim, em 1990. Suas peças foram editadas pela Panamericana Union, Peer Corporation e Novas Metas. Atuou como jurado de concursos como o Gottschalk de Composição (Porto Rico, 1968), o Aldo Parisot (Estados Unidos, 1982) e o Vincenzo Bellini (Itália, 1993). Sua discografia, como regente, conta dois discos com a OCSP (1964 e 1965) e o primeiro título do Selo USP em 1983, no qual figuram principalmente obras sacras de Manuel Dias de Oliveira e José Joaquim Emerico Lobo de Mesquita. Recebeu, com a OCSP, o prêmio de melhor conjunto em 1959, o especial pela encenação da Infância de Cristo de H. Berlioz em 1959, e o de melhor disco em 1964, todos pela Associação Paulista de Críticos de Arte (APCA). No início da década de 1980 foi agraciado com a Medalha Couto Magalhães por serviços prestados à cultura do país. Aposentou-se na USP como professor titular e emérito em 2001. De 2002 a 2006, atuou ainda como professor no recém fundado Curso de Música pela USP de Ribeirão Preto.

## Comentário Crítico
George Olivier Toni é uma figura-chave no desenvolvimento da música paulistana nas últimas décadas. A política e a música, tanto como ideologia quanto como realização prática, são para o maestro elementos absolutamente indissociáveis, a ponto de ele exprimir que há um dualismo expresso entre as figuras do político e do regente.1
Esse dualismo pode ser percebido em todas as suas realizações como idealizador, fundador e coordenador de organismos que possuem, até hoje, uma importância significativa na construção da história musical de São Paulo e se fundem integralmente à sua atividade de regente e pedagogo. Líder por natureza, sua posição como representante da Orquestra Municipal durante a década de 1960 (cargo que exerce por três ou quatro vezes) o leva a travar contato com o então prefeito José Vicente Faria Lima, que o incumbe de fundar a Orquestra Sinfônica Jovem do Município de São Paulo. Esse cargo lhe possibilita, posteriormente, a formulação da proposição da fundação da Escola Municipal de Música, concretizada pela mesma administração municipal. Da mesma forma, o sentimento de indignação ao ver a falta de preocupação com a atividade artística dentro da Universidade de São Paulo (USP) e o decorrente desejo de erigir um instituto de artes nessa universidade o instiga a desenvolver, com o professor Erasmo Mendes (politicamente alinhado com a esquerda, assim como Toni), um memorial apresentado ao então reitor Luís Antônio da Gama e Silva (o mesmo que redige pouco depois o famoso Ato Institucional nº 5, o AI-5) e a buscar assinaturas expressivas no meio musical e social paulistano, como a do regente da Filarmônica de Viena, Karl Böhm, e a do proprietário do jornal O Estado de S. Paulo, Júlio de Mesquita Filho. É Gama e Silva que publica no Diário Oficial de São Paulo a portaria de criação do Instituto de Artes da USP, e convoca Toni e Mendes para fazer parte da comissão de estruturação desse instituto.
Desse modo, mesmo com convicções comunistas, trabalha ao lado de representantes da ditadura militar a fim de concretizar projetos que acredita ser genuinamente importantes. Da mesma forma, estuda, durante sua formação como compositor, com os principais representantes das duas correntes que entram em conflito no início da década de 1950: a música universalista de Koellreutter e a música nacionalista de Mário de Andrade2 (comandada por Camargo Guarnieri). Seu direcionamento estético é guiado pelas diretrizes comunistas trazidas pelo compositor Cláudio Santoro do 2º Congresso Internacional de Compositores e Críticos Musicais de Praga (1948)3 e pela publicação da Carta Aberta aos Músicos e Críticos do Brasil (1950), de Guarnieri. No entanto, todos os alunos de composição que orienta nesse período, notoriamente Gilberto Mendes, Willy Corrêa de Oliveira, e Rogério Duprat, alinham-se curiosamente com a música de vanguarda, tornando‑se dela grandes expoentes, aos quais se somam a formação de outras gerações de compositores igualmente expressivos no campo da música contemporânea, entre eles podem ser citados Mário Ficarelli, Silvio Ferraz, Florivaldo Menezes Filho, Paulo Chagas, Rubens Ricciardi, Rodolfo Coelho de Souza e Paulo Álvares. É com esse mesmo espírito, imparcial, que rege a Orquestra de Câmara de São Paulo (OCSP) nessa época, na qual apresenta lado a lado tanto peças de uma corrente quanto de outra.
A esse propósito, ele próprio afirma que seus concertos conciliam "[...] de uma certa forma o Guarnieri e o Koellreutter", por não privilegiar "facções políticas e musicais",4 que crê ser o papel legítimo de uma orquestra. Essa mesma pulsão política-musical, aliada a sua preocupação social esquerdista, o motiva, igualmente, a criar o Festival de Prados. Durante uma viagem a Minas Gerais com um grupo de estudantes de música da USP numa expedição organizada para realizar a coleta de partituras pertencentes ao período barroco da região, Toni depara-se casualmente com as particularidades humanas e musicais da cidade de Prados.  Desse encontro, surge o início de um evento que completa sua 35ª edição no ano de 2012, fato notável pela sua perenidade no cenário nacional, sendo sempre dirigido e organizado por Toni. Segundo o próprio maestro, esse festival tem como finalidade "estimular a criatividade musical daquela cidade e desenvolver a atividade pedagógica dos alunos mais capacitados do CMU, convivendo com uma população de fortes raízes culturais, mas de baixo nível econômico e educacional".5É importante remarcar que, em todo o seu histórico, nenhum professor nunca foi remunerado. Trata-se de um trabalho em que o mais importante é o projeto humano e a educação. Além dessas características no campo da regência, seu interesse manifesto pela música antiga transforma‑o em grande propagador da música barroca brasileira, tendo, entre outros, catalogado mais de meia centena de obras de compositores mineiros dos séculos XVII e XVIII e realizado a estreia mundial de peças como o Moteto para os Santos Mártires, do padre José Maurício, no Festival de Prados, em 1984, com o coro e orquestra do Departamento de Música (CMU), e dos cursos durante o festival.
Composicionalmente, sua estética desenvolve-se a partir da crença de que "a linguagem artística, como um todo, está cada vez mais desfigurada".6 Segundo Toni, "não há mais solução na linguagem musical. Tudo o que veio recentemente passou. A música eletrônica passou, a música dodecafônica passou e o jovem músico vai escrever o quê? Vai escrever o mesmo que Mozart, Verdi? Não. A música vive um impasse. A música ocidental é toda montada num esquema em que dentro da oitava se fixaram todas as notas e o músico é obrigado a tocar temperado ou, como se diz hoje, afinado. Agora se inventou o serialismo, que usa algumas notas mais do que outras. Eu, como compositor, ultimamente me recuso a usar as 12 notas".7 Sua solução é criar uma linguagem que lance mão de um número reduzido de alturas. Já em suas Três Variações para Orquestra, escrita em 1962-1963, a primeira variação conta com oito notas, a segunda com quatro, a terceira, apenas com uma, um si bemol ininterrupto. Em suas peças mais atuais, a mesma problemática continua a ser trabalhada. Para exemplificar, Toni comenta sua peça Só Isso e Nada Mais, explicando que parte "para a composição com seis notas, de caráter modal, mas com pitadas emprestadas da técnica chinesa de pintura", buscando "mostrar que o vazio é vivo", e tentando superar, por meio desse vazio, o sistema, a seu ver saturado, das 12 notas.